# Hans Sattler (Politiker)
Hans Ulrich Sattler (* 15. Oktober 1935 in Pößneck; † 17. September 2019 in Oranienburg) war ein deutscher FDJ- und SED-Funktionär. Er war Leiter des Amtes für Jugendfragen beim Ministerrat der DDR.

## Leben
Sattler, Sohn einer Arbeiterfamilie, besuchte die Volksschule sowie die landwirtschaftliche Fachschule in Stadtroda, die er als staatlich geprüfter Landwirt verließ. Später absolvierte er eine Lehre zum Industriekaufmann in Pößneck. 1957/58 studierte er an der Jugendhochschule „Wilhelm Pieck“ der FDJ am Bogensee. 1958 trat er der SED bei und war von 1958 bis 1960 Zweiter Sekretär der FDJ-Kreisleitung Pößneck. Von 1960 bis 1964 fungierte er als Erster Sekretär der FDJ-Kreisleitung Gera-Land und wurde im Oktober 1964 Sekretär für Organisation und Kader der FDJ-Bezirksleitung Gera. 1965 schloss er ein Fernstudium als Agrarökonom ab. Ab 1964 war er Zweiter Sekretär, von 1965 bis 1969 Erster Sekretär der FDJ-Bezirksleitung Gera (Nachfolger von Kurt Rundnagel) und Mitglied der SED-Bezirksleitung sowie von 1967 bis 1969 Mitglied ihres Sekretariats.
Vom 14. Oktober 1969 (9. Tagung des Zentralrates) bis 5. Juni 1976 (X. Parlament) fungierte er als Vorsitzender der Zentralen Revisionskommission der FDJ. Auf dem IX. Parteitag der SED im Mai 1976 wurde er zum Kandidaten der Zentralen Revisionskommission der SED gewählt. 1976/77 absolvierte er erfolgreich ein Studium an der Parteihochschule „Karl Marx“ als Diplom-Gesellschaftswissenschaftler. Von November 1977 bis Juni 1981 war er Sekretär des Zentralrates der FDJ. Sattler war auch Leiter des Organisationskomitees „Nationales Jugendfestival der DDR“, das vom 1. bis 3. Juni 1979 in Berlin stattfand. Von Juni 1981 bis November 1989 war Sattler Mitglied des Ministerrates der DDR und Leiter des Amtes für Jugendfragen (Nachfolger von Hans Jagenow). Auf dem X. Parteitag der SED im April 1981 wurde er zum Mitglied der Zentralen Revisionskommission der SED gewählt.

## Auszeichnungen
- Artur-Becker-Medaille in Gold
- Vaterländischer Verdienstorden in Silber (1975) und in Gold (1979)